# Boion
Boion (en francès Bouyon) és un municipi francès situat al departament dels Alps Marítims i a la regió de Provença – Alps – Costa Blava.

## Demografia
| 1962                                       | 1968 | 1975 | 1982 | 1990 | 1999 | 2007 |
| ------------------------------------------ | ---- | ---- | ---- | ---- | ---- | ---- |
| 288                                        | 157  | 202  | 229  | 243  | 352  | 448  |
| Des de 1962: població sense dobles comptes |      |      |      |      |      |      |

## Administració
| Període   | Identitat              | Partit |
| --------- | ---------------------- | ------ |
| 1953-1983 | Michel Salvadori       |        |
| 1983-     | Jean Pierre Mascarelli | UMP    |